# Dendrobium transparens
Dendrobium transparens là một loài thực vật có hoa trong họ Lan. Loài này được Wall. ex Lindl. mô tả khoa học đầu tiên năm 1830.

## Hình ảnh

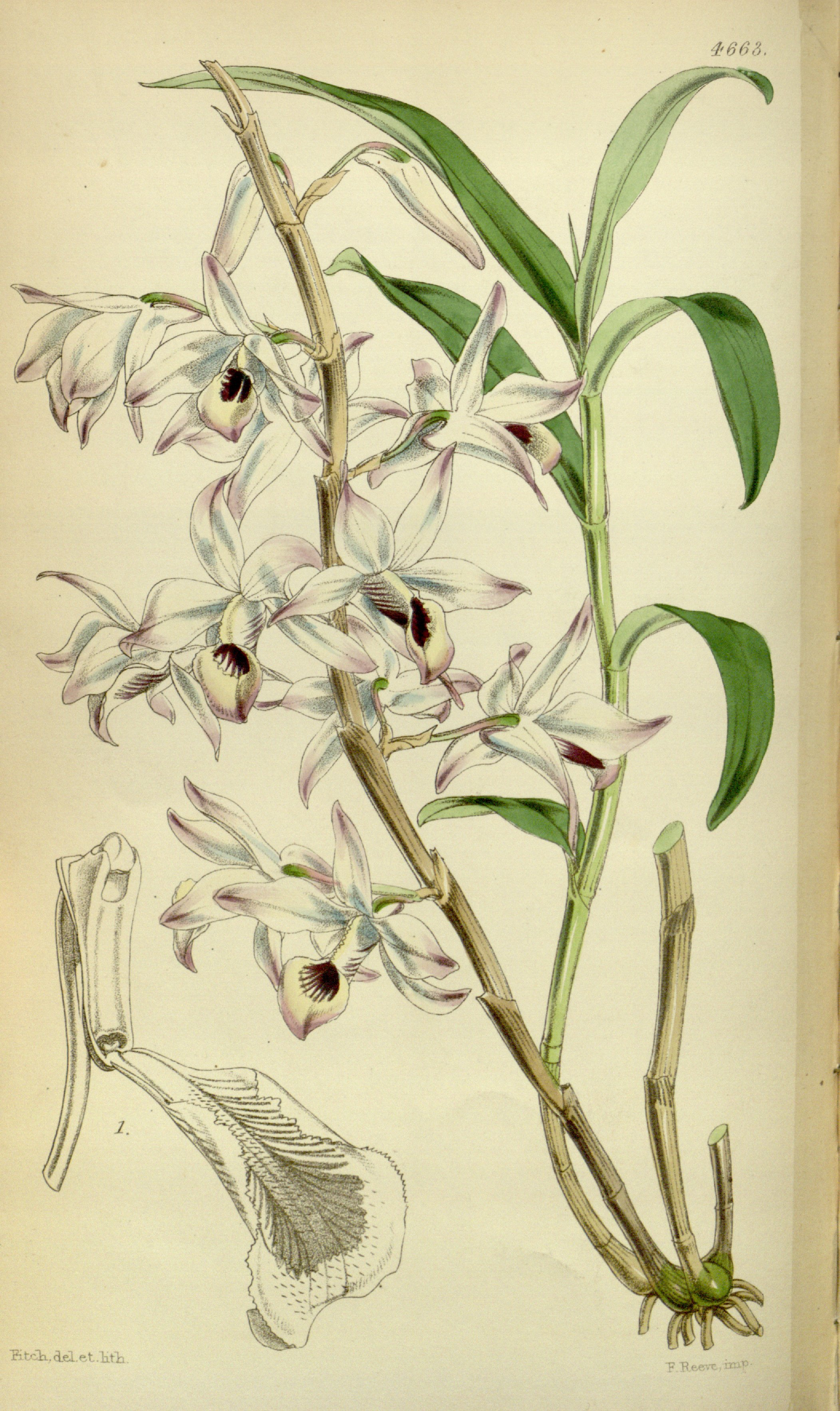
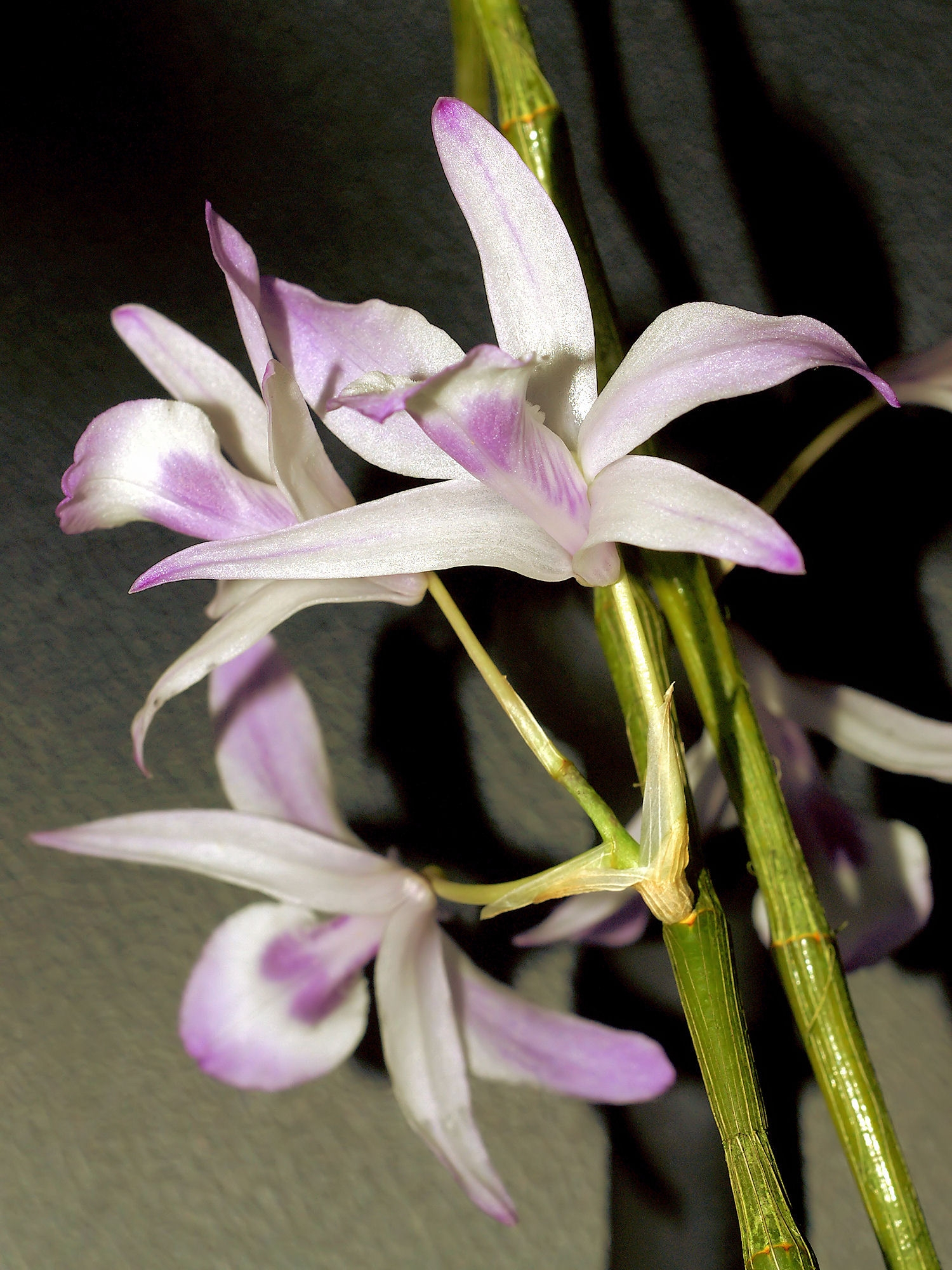
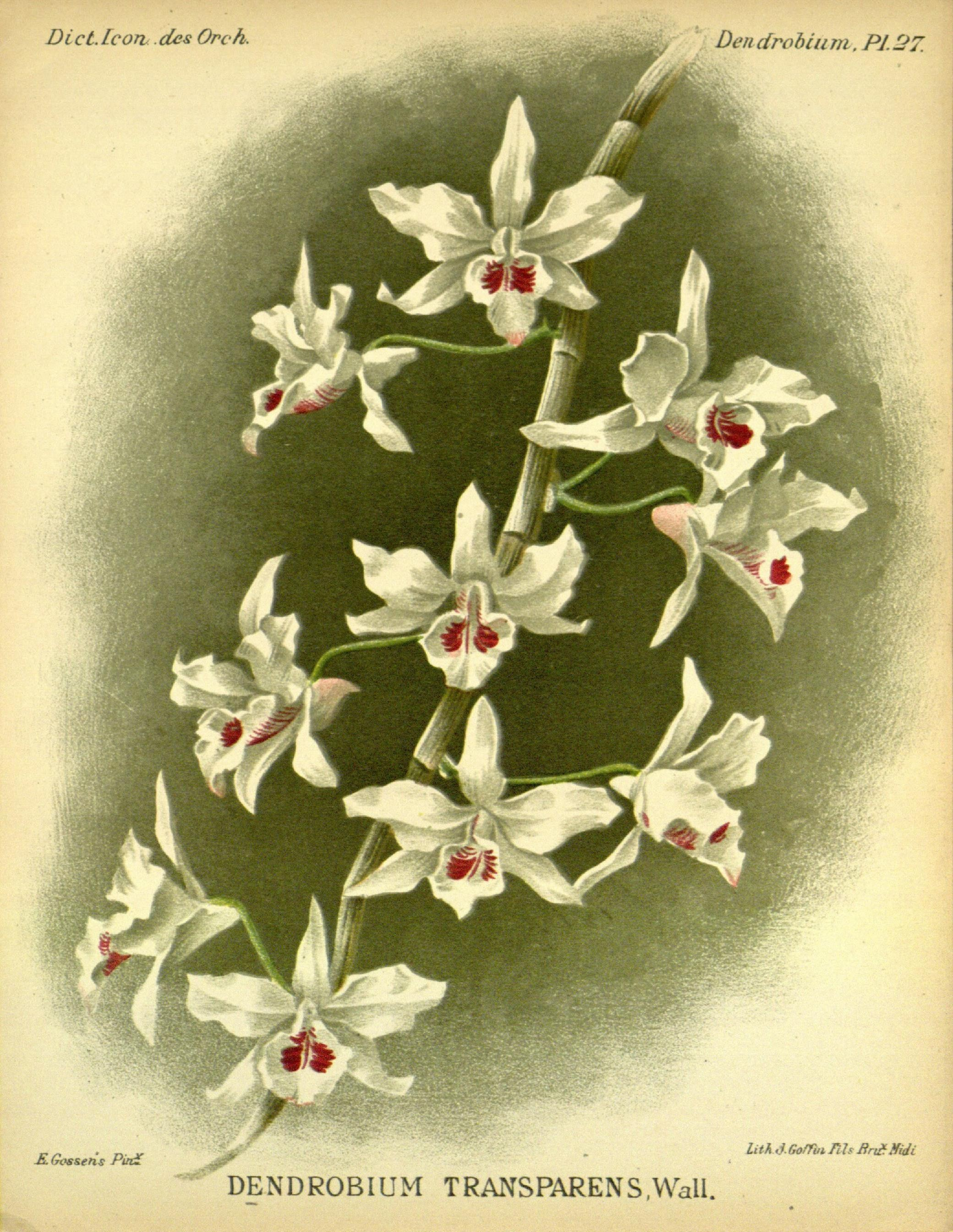